# 1956-os Ázsia-kupa
Az 1956-os Ázsia-kupa volt az első kontinentális labdarúgótorna az Ázsia-kupa történetében. A zárókört Hongkongban rendezték 1956. szeptember 1-je és 15-e között. A kupát Dél-Korea válogatottja nyerte meg.

## Selejtező torna

### 1. csoport
Izrael játék nélkül jutott tovább, mivel Afganisztán és Pakisztán visszalépett.

#### Előselejtező
|  |

| Afganisztán | n / p | Pakisztán |
| ----------- | ----- | --------- |
|             |       |           |

|  |

#### Csoportdöntő
|  |

| Izrael | w / o | Győztes |
| ------ | ----- | ------- |
|        |       |         |

|  |

### 2. csoport

#### Előselejtező
| 1956. március 17. |

| Malajzia | 9–2 | Kambodzsa |
| -------- | --- | --------- |
|          |     |           |

| Kuala Lumpur |

| 1956. április 24. |

| Kambodzsa | 3–2 | Malajzia |
| --------- | --- | -------- |
|           |     |          |

| Phnompen |

Malajzia jutott a csoportdöntőbe 11–5-ös összesítéssel.

#### Csoportdöntő
| 1956. május 3. |

| Dél-Vietnám | 4–0 | Malajzia |
| ----------- | --- | -------- |
|             |     |          |

| Dél-Vietnám |

| 1956. május 24. |

| Malajzia | 3–3 | Dél-Vietnám |
| -------- | --- | ----------- |
|          |     |             |

| Kuala Lumpur |

Dél-Vietnám jutott be a zárókörbe 7–3-as összesítéssel.

### 3. csoport

#### Előselejtező
| 1956. február 25. |

| Fülöp-szigetek | 0–2 | Dél-Korea |
| -------------- | --- | --------- |
|                |     |           |

| Manila |

| 1956. április 21. |

| Dél-Korea | 3–0 | Fülöp-szigetek |
| --------- | --- | -------------- |
|           |     |                |

| Szöul |

Dél-Korea jutott a csoportdöntőbe 5–0-s összesítéssel.

#### Csoportdöntő
| 1956. augusztus 26. |

| Dél-Korea | 2–0 | Tajvan |
| --------- | --- | ------ |
|           |     |        |

| Szöul |

| 1956. szeptember 2. |

| Tajvan | 1–2 | Dél-Korea |
| ------ | --- | --------- |
|        |     |           |

| Taipei |

Dél-Korea jutott be a zárókörbe 4–1-es összesítéssel.

## Zárókör
| Csapat      | J | Gy | D | V | Rg | Kg | Gk | P |
| ----------- | - | -- | - | - | -- | -- | -- | - |
| Dél-Korea   | 3 | 2  | 1 | 0 | 9  | 6  | +3 | 5 |
| Izrael      | 3 | 2  | 0 | 1 | 6  | 5  | +1 | 4 |
| Hongkong    | 3 | 0  | 2 | 1 | 6  | 7  | -1 | 2 |
| Dél-Vietnám | 3 | 0  | 1 | 2 | 6  | 9  | -3 | 1 |

| 1956. szeptember 2. 19:00 |

| Hongkong           | 2–3   | Izrael                      |
| ------------------ | ----- | --------------------------- |
| Au Chi Yin 12' 66' | (1–1) | Glazer 37' 76' Stelmach 69' |

| Hong Kong Stadion, Hongkong Nézőszám: 30 000 Játékvezető: H.A. Sheppard (angol) |

| 1956. szeptember 6. 19:00 |

| Dél-Korea                           | 2–2   | Hongkong                         |
| ----------------------------------- | ----- | -------------------------------- |
| Kim Ji-Sung 45' Choi Kwang-Seok 62' | (1–2) | Tang Yee Kit 10' Ko Po Keung 39' |

| Hong Kong Stadion, Hongkong Nézőszám: 30 000 |

| 1956. szeptember 8. 19:00 |

| Izrael       | 1–2   | Dél-Korea                       |
| ------------ | ----- | ------------------------------- |
| Stelmach 71' | (0–0) | U Szanggvon 52' Szong Nagun 64' |

| Hong Kong Stadion, Hongkong Nézőszám: 20 000 Játékvezető: Trương Văn Ky (Dél-vietnámi) |

| 1956. szeptember 9. 19:00 |

| Dél-Vietnám                      | 2–2   | Hongkong                                    |
| -------------------------------- | ----- | ------------------------------------------- |
| Trần Văn Tổng 30' Lê Hữu Đức 64' | (1–0) | Chu Wing Wah 59' (11-esből) Lau Chi Lam 79' |

| Hong Kong Stadion, Hongkong Nézőszám: 30 000 |

| 1956. szeptember 12. 19:00 |

| Izrael           | 2–1   | Dél-Vietnám       |
| ---------------- | ----- | ----------------- |
| Stelmach 14' 27' | (2–0) | Trần Văn Tổng 58' |

| Hong Kong Stadion, Hongkong Nézőszám: 15 000 Játékvezető: Tommy Tucker (angol) |

| 1956. szeptember 15. 19:00 |

| Dél-Korea                                                           | 5–3   | Dél-Vietnám                         |
| ------------------------------------------------------------------- | ----- | ----------------------------------- |
| Szong Nagun 5' U Szanggvon 41' (11-esből) 58' Choi Jung-Min 57' 66' | (2–1) | Trải Văn Đào 20' Lê Hữu Đức 51' 63' |

| Hong Kong Stadion, Hongkong |

## Győztes
| Az 1956-os Ázsia-kupa győztese |
| ------------------------------ |
| DÉL-KOREA 1. cím               |

## Gólszerzők
| 4 gólos - Nahum Stelmach 3 gólos - U Szanggvon - Lê Hữu Đức 2 gólos - Au Chi Yin - Yehoshua Glazer - Choi Jung-Min - Szong Nagun - Trần Văn Tổng | 1 gólos - Chu Wing Wah - Tang Yee Kit - Lau Chi Lam - Ko Po Keung - Choi Kwang-Seok - Kim Ji-Sung - Trải Văn Đào |

## Külső hivatkozások
- Eredmények az RSSSF honlapján.